# Mbuti
El pueblo mbuti (plural bambuti) forma una de las varias etnias de cazadores recolectores que habitan el territorio de la moderna República Democrática del Congo.

## Historia
Se trata de uno de los pueblos con más antigüedad en el área. Los bambuti (donde ba significa "gente") se organizan en bandas relativamente pequeñas, compuestas por entre 15 y 60 personas, que siguen un patrón, según Turnbull, de fusión y fisión para evitar que alguien tome el poder. El total de la población de la etnia no pasa de 30.000 o 40.000 individuos, que pertenecen a tres culturas diferentes, cada una con su propio dialecto del idioma bambuti: los efe, que hablan balese, los sua, que se comunican en bira, y los aka, que se expresan en mangbetu.
Los egipcios antiguos, en torno al año 2500 a. C., hicieron referencia a la que llamaron "gente de los árboles", una posible referencia a los mbutis.

## Sociedad
Los mbutis viven en la región forestal del Congo, en el corazón de África. Se mantienen cazando y recolectando vegetales en el bosque de Ituri, en el noreste de la actual República Democrática. Estos indígenas han logrado escapar en buena medida a las influencias y presiones gubernamentales, viviendo un estilo de vida tradicional en la jungla. Frente a la infracción de las reglas, los mbutis usualmente se comportan autónomamente, aplicando castigos como el destierro, golpizas o, en casos menores, el ridículo. La guerra civil y las violaciones a los derechos humanos afectaron las vidas de muchos mbutis. Algunos de ellos se trasladaron a pueblos modernos debido a aquellas presiones.
El primer antropólogo en realizar trabajo de campo en el Ituri haciendo observación participante con los mbutis fue Turnbull, un funcionalista. Explicó que las diferencias en el rol que cada individuo ocupa en la banda se basa en la edad y no en el parentesco o en el género. Por ejemplo, los niños, que son los más puros por no haber cazado ninguna vez, prenden la fogata en que los adultos se "purifican" al salir a cazar. Ellos son el símbolo del "ekimi", el silencio, la pureza, la cohesión. Todos son "apua'i" o hermanos entre sí. Los adolescentes ayudan en la caza y recolección a los adultos, y su rol principal es el de hacer justicia, juzgar a los adultos, que causan "akami" o ruido, conflicto, pecado. Los adultos cazan animales y recolectan frutos. Todas las mujeres son "ema" o madres y todos los hombres son "eba" o padres de todos los "miki" o niños (por lo tanto, no hay niños huérfanos). Este caso es el único en que se hace diferencia de género para la denominación de relaciones de parentesco. Los ancianos enseñan a los infantes en el "bopi" (o "patio" de los chicos) valores de cooperación, cómo cazar, dar preferencia a los intereses del otro antes que los suyos y, principalmente, los del bosque, madre de todo. Ellos se llaman a sí mismos los "hijos del bosque".
Viven en refugios efímeros cuya construcción es responsabilidad de las mujeres quienes clavan alrededor de ellas, arbolillos en el suelo formando un círculo. Posteriormente flectan los troncos sobre la cabeza y tuercen y entrecruzan las ramas hasta formar una estructura que es cubierta con hojas de mongongo. Una cabaña puede ser construida entre cuatro mujeres.